# Sân vận động Abdullah bin Khalifa
Sân vận động Abdullah bin Khalifa, trước đây được gọi là Sân vận động Duhail, là một sân vận động bóng đá ở Doha, Qatar.
Công việc xây dựng sân vận động được bắt đầu vào năm 2011 và hoàn thành vào tháng 2 năm 2013. Giai đoạn đầu tiên được hoàn thành vào tháng 5 năm 2012. Sân vận động chính thức được khánh thành vào ngày 15 tháng 2 năm 2013 với trận đấu đầu tiên diễn ra trên sân là trận đấu giữa đội chủ nhà Lekhwiya và Al Khor tại Giải bóng đá vô địch quốc gia Qatar.
Sân có sức chứa chính thức là 10.000 người. Sân nằm trong khu liên hợp của Lực lượng An ninh Nội bộ ở quận Duhail của thủ đô Doha.
Khán giả đảm bảo được vào sân an toàn thông qua 25 cổng xung quanh sân vận động.

### Giải vô địch bóng đá U-23 châu Á 2016
| Ngày                | Giờ   | Đội        | Kết quả        | Đội        | Vòng      | Khán giả |
| ------------------- | ----- | ---------- | -------------- | ---------- | --------- | -------- |
| 12 tháng 1 năm 2016 | 19:30 | Qatar      | 3 - 1          | Trung Quốc | Bảng A    | 6.340    |
| 15 tháng 1 năm 2016 | 16:30 | Trung Quốc | 1 - 3          | Syria      | Bảng A    | 1.205    |
| 18 tháng 1 năm 2016 | 19:30 | Iran       | 3 - 2          | Trung Quốc | Bảng A    | 802      |
| 22 tháng 1 năm 2016 | 16:30 | Nhật Bản   | 3 - 0 (s.h.p.) | Iran       | Tứ kết    | 1.703    |
| 26 tháng 1 năm 2016 | 16:30 | Nhật Bản   | 2 - 1          | Iraq       | Bán kết   | 1.489    |
| 30 tháng 1 năm 2016 | 17:45 | Hàn Quốc   | 2 - 3          | Nhật Bản   | Chung kết | 5.394    |

### Cúp bóng đá châu Á 2023
Sân vận động Abudullah bin Khalifa tổ chức 7 trận đấu tại Asian Cup 2023, bao gồm 6 trận đấu ở vòng bảng và 1 trận ở vòng 16 đội.
| Ngày                | Giờ   | Đội        | Kết quả         | Đội        | Vòng        | Khán giả |
| ------------------- | ----- | ---------- | --------------- | ---------- | ----------- | -------- |
| 13 tháng 1 năm 2024 | 17:30 | Trung Quốc | 0 - 0           | Tajikistan | Bảng A      | 4.001    |
| 16 tháng 1 năm 2024 | 17:30 | Thái Lan   | 2 - 0           | Kyrgyzstan | Bảng F      | 4.530    |
| 19 tháng 1 năm 2024 | 17:30 | Việt Nam   | 0 - 1           | Indonesia  | Bảng D      | 7.253    |
| 21 tháng 1 năm 2024 | 17:30 | Oman       | 0 - 0           | Thái Lan   | Bảng F      | 6.340    |
| 23 tháng 1 năm 2024 | 18:00 | Hồng Kông  | 0 - 3           | Palestine  | Bảng C      | 6.568    |
| 25 tháng 1 năm 2024 | 18:00 | Kyrgyzstan | 1 - 1           | Oman       | Bảng F      | 6.231    |
| 31 tháng 1 năm 2024 | 19:00 | Iran       | 1–1 (5–3 ph.đ.) | Syria      | Vòng 16 đội | 8.720    |

### Cúp bóng đá U-23 châu Á 2024
| Ngày                | Giờ   | Đội        | Kết quả           | Đội        | Vòng          | Khán giả |
| ------------------- | ----- | ---------- | ----------------- | ---------- | ------------- | -------- |
| 15 tháng 4 năm 2024 | 16:00 | Úc         | 0 - 0             | Jordan     | Bảng A        | 1,356    |
| 16 tháng 4 năm 2024 | 18:30 | Hàn Quốc   | 1 - 0             | UAE        | Bảng B        | 378      |
| 18 tháng 4 năm 2024 | 16:00 | Indonesia  | 1 - 0             | Úc         | Bảng A        | 2,925    |
| 19 tháng 4 năm 2024 | 16:00 | Trung Quốc | 0 - 2             | Hàn Quốc   | Bảng B        | 1,398    |
| 21 tháng 4 năm 2024 | 18:30 | Jordan     | 1 - 4             | Indonesia  | Bảng A        | 5,632    |
| 22 tháng 4 năm 2024 | 16:00 | UAE        | 1 - 2             | Trung Quốc | Bảng B        | 2,411    |
| 25 tháng 4 năm 2024 | 20:30 | Hàn Quốc   | 2–2 (10–11 ph.đ.) | Indonesia  | Tứ kết        | 9,105    |
| 29 tháng 4 năm 2024 | 17:00 | Indonesia  | 0 - 2             | Uzbekistan | Bán kết       | 8,972    |
| 2 tháng 5 năm 2024  | 18:30 | Iraq       | 2 - 1 (s.h.p.)    | Indonesia  | Tranh hạng ba | 8,090    |